# Nat Butcher

a Compétitions nationales et continentales officielles uniquement.

Nat Butcher, né le 25 juillet 1997 à Sydney (Australie), est un joueur de rugby à XIII australien au poste de deuxième ligne ou de troisième ligne dans les années 2010. Il fait ses débuts en National Rugby League en 2016 avec les Roosters de Sydney avec lesquels il remporte la NRL à deux reprises en 2018 et 2019 ainsi qu'un World Club Challenge en 2019.

## Biographie
Son père, Blake Butcher, est un joueur de rugby à XIII ayant avolué aux Rabbitohs de South Sydney entre 1989 et 1993.

## Palmarès
- Collectif : 
  - Vainqueur du World Club Challenge : 2019 et 2020 (Sydney Roosters).
  - Vainqueur de la National Rugby League : 2018[1] et 2019 (Sydney Roosters).

### En club
| Saison | Club            | Compétition           | Matchs | Points | Essais | Buts | Drop |
| ------ | --------------- | --------------------- | ------ | ------ | ------ | ---- | ---- |
| 2016   | Sydney Roosters | National Rugby League | 1      | 0      | 0      | 0    | 0    |
| 2017   | Sydney Roosters | National Rugby League | 2      | 0      | 0      | 0    | 0    |
| 2018   | Sydney Roosters | National Rugby League | 13     | 8      | 2      | 0    | 0    |
| 2019   | Sydney Roosters | National Rugby League | 23     | 12     | 3      | 0    | 0    |